# Egina (gmina)
Egina (gr. Δήμος Αίγινας, Dimos Ejinas) – gmina w Grecji, w administracji zdecentralizowanej Attyka, w regionie Attyka, w jednostce regionalnej Wyspy. Siedzibą gminy jest Egina. W jej skład wchodzi między innymi wyspa Egina. W 2011 roku liczyła 13 056 mieszkańców.